# Burg Wehlen
Die Burg Wehlen ist eine teilweise erhaltene Burg in der Stadt Wehlen im Landkreis Sächsische Schweiz-Osterzgebirge in Sachsen.

## Lage
Es handelt sich um eine Spornburg, die sich rechtselbisch auf einem Geländesporn bei 145 m ü. NN 25 Meter über der Elbe erhebt. Der Geländesporn liegt zwischen der Elbe und dem in Wehlen in die Elbe mündenden Grundbach.

## Geschichte
Die Burg wurde vermutlich Anfang des 12. Jahrhunderts erbaut und erstmals urkundlich 1269 erwähnt. 1245 erhielt sie der meißnische Markgraf Heinrich der Erlauchte vom böhmischen König Wenzel I. als Mitgift von dessen Tochter Agnes, die Heinrich in zweiter Ehe heiratete. Die Burg wurde an das sächsische Adelsgeschlecht von Saalhausen verlehnt, dann an die Familie von Köckritz. Nickel von Köckritz verkaufte Burg und zugehörenden Besitz 1484. Zuletzt gehörten Burg und Herrschaft von 1523 bis 1543 den Herren von Schönburg, welche sie an Herzog Moritz von Sachsen gegen Penig, Altzschillen und Kloster Zschillen eintauschten (zusammen mit Hohnstein und Lohmen). 
Seit 1547 wurde die Burg nicht mehr bewohnt und verfiel nach und nach. Kurfürst August gab 1550 die Überreste als Baumaterial an die Städte Hohnstein und Neustadt. Nachdem es 1787 und 1788 zu schweren Mauerstürzen gekommen war, wurden alle höheren Bauteile abgetragen. Das Burgplateau wurde ab 1789 für mehrere Jahrzehnte zur Gartennutzung verpachtet.
Der Gebirgsverein für die Sächsische Schweiz erwarb 1883 die Ruine vom Königreich Sachsen und richtete sie als Aussichtspunkt her. Dazu wurde ein Aussichtsturm am Standort des ehemaligen Wohnturms errichtet. Der Zugang wurde durch neue Treppen auf der Süd- und Nordseite sichergestellt und die Kellergewölbe teilweise freigelegt. 1896 wurde auf dem Burgplateau aus Anlass des 26. Jahrestages der Schlacht von Sedan ein Gedenkobelisk errichtet. Der Wehlener Geschichts- und Heimatverein führte bis zum Ausbruch des Zweiten Weltkrieges weitere Ausgrabungen und Freilegungen auf dem Burgplateau durch.
Die Entwicklung zu DDR-Zeiten war ambivalent. Einerseits fanden vereinzelte Sicherungs- und Sanierungsarbeiten statt. So wurde die 1960 eingestürzte Südmauer in den Folgejahren wieder saniert. Andererseits wurde gegen den Willen der einheimischen Bevölkerung der Aussichtsturm des Gebirgsvereins abgetragen und mühsam ausgegrabene Keller wieder verfüllt. Dabei wurde auch das Sedan-Denkmal abgebrochen und in einen der verfüllten Keller verbracht. Die Medaillonplatten des Denkmals wurden jedoch vorab von Wehlener Bürgern entfernt und im Feuerwehrhaus versteckt.
Seit 2017 engagiert sich eine lokale Interessengemeinschaft an der Pflege und teilweisen Wiederherstellung der Burganlage. Dazu wurde das Burgplateau und die Mauern von Bäumen und Wildwuchs befreit sowie die Burgkeller wieder freigelegt. Letztere sind seit 2020 im Rahmen von Führungen wieder öffentlich begehbar. Bei der Beräumung der Keller wurden auch die Reste des Sedan-Denkmals wiederenteckt. Das Denkmal wurde daraufhin 2021 wieder errichtet.
Der ursprüngliche Turmstumpf wurde wieder aufgemauert. Auf diesem Stumpf entstand seit Frühjahr 2024 ein etwa 7 Meter hoher Aussichtsturm, der sich in seiner modernen Gestaltung jedoch deutlich von der historischen Burg abhebt. Die Finanzierung des Baus erfolgte teilweise aus dem sichergestellten Vermögen der SED. Ziel der gesamten Maßnahme ist die Wiederannäherung der Burgsilhouette an ihr historisches Vorbild. Am  21. Juni 2025 wurde der Turm feierlich eröffnet.

## Bauanlage
Drei Kellerräume mit Kreuz- und Tonnengewölben der Burganlage legte der örtliche Gebirgsverein Ende des 19. Jahrhunderts frei. Diese verfüllte man jedoch wieder mit dem Turmrest, der in den 1960er-Jahren eingerissen wurde.
Von der ehemaligen 85 Meter langen und 16 Meter breiten Burganlage mit zwei Vorburgen sind heute nur die Grundmauern eines Turmes und ein Keller im Besitz der Stadt Wehlen und ein Rundbau, vermutlich eine Bastion, die „Trommel“ genannt, in Privatbesitz erhalten, welche noch bis in die 1980er Jahre bewohnt war.

## Galerie

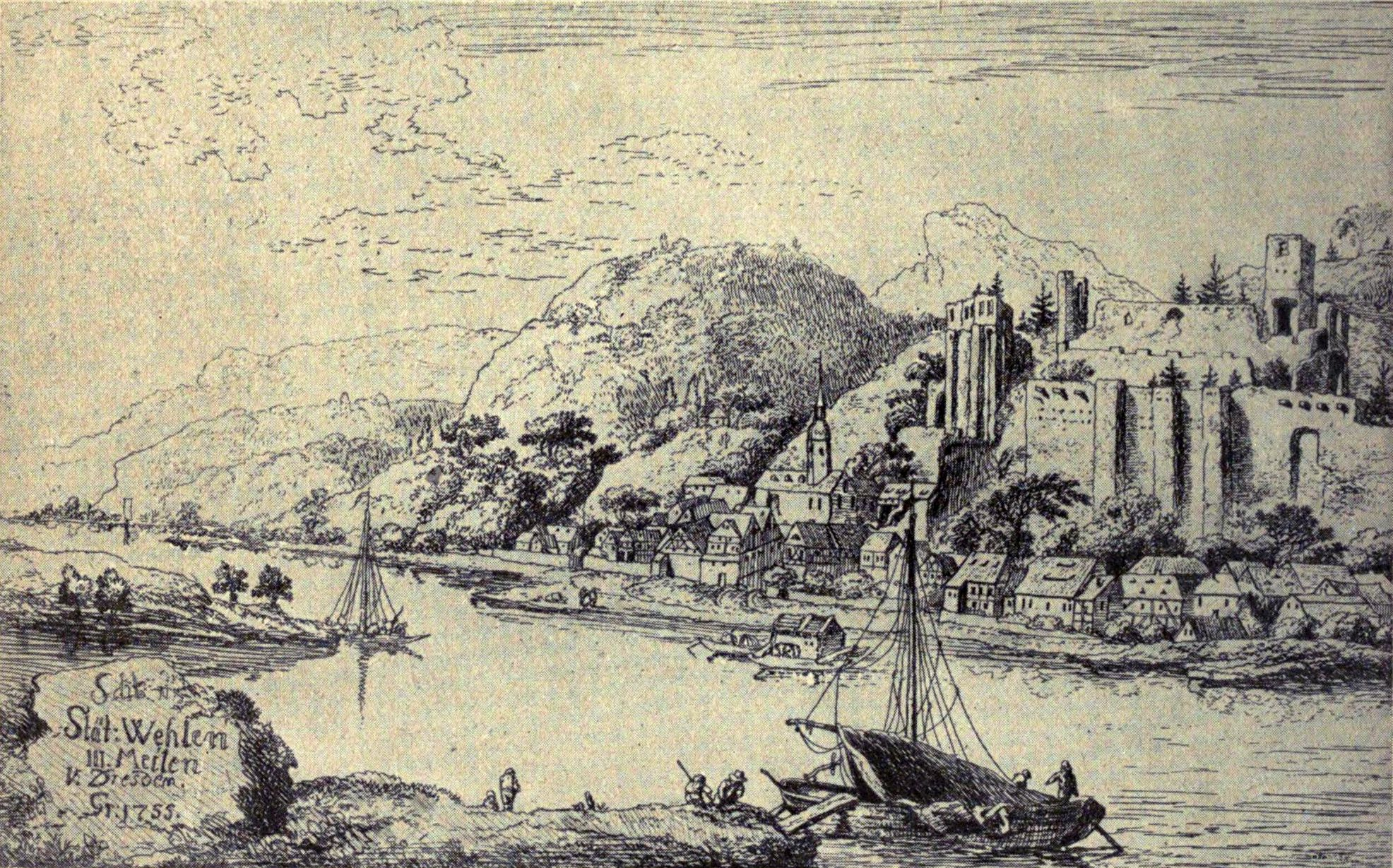
Historische Ansicht der Burg Wehlen um 1755
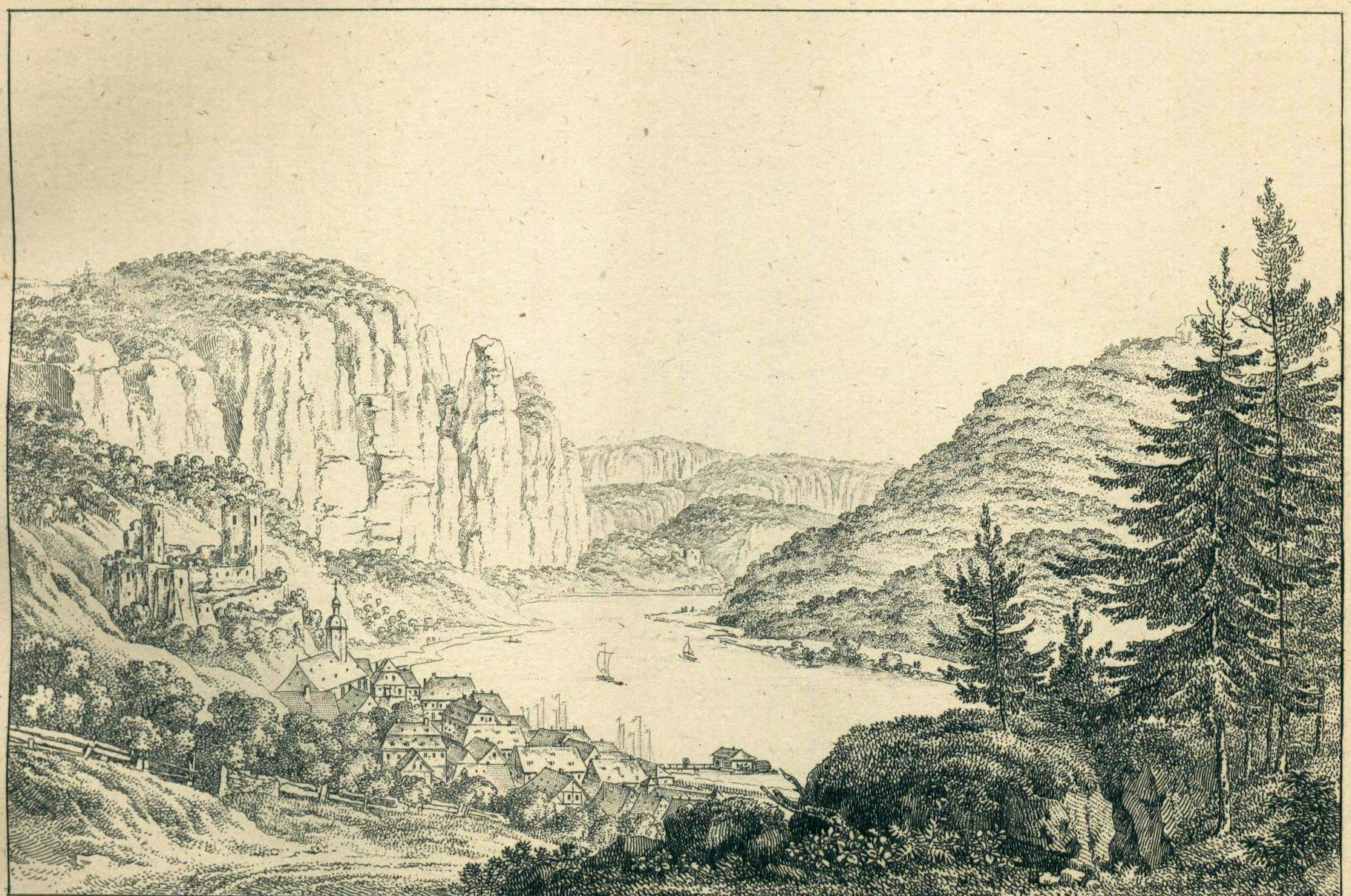
Historische Ansicht der Burg Wehlen um 1820
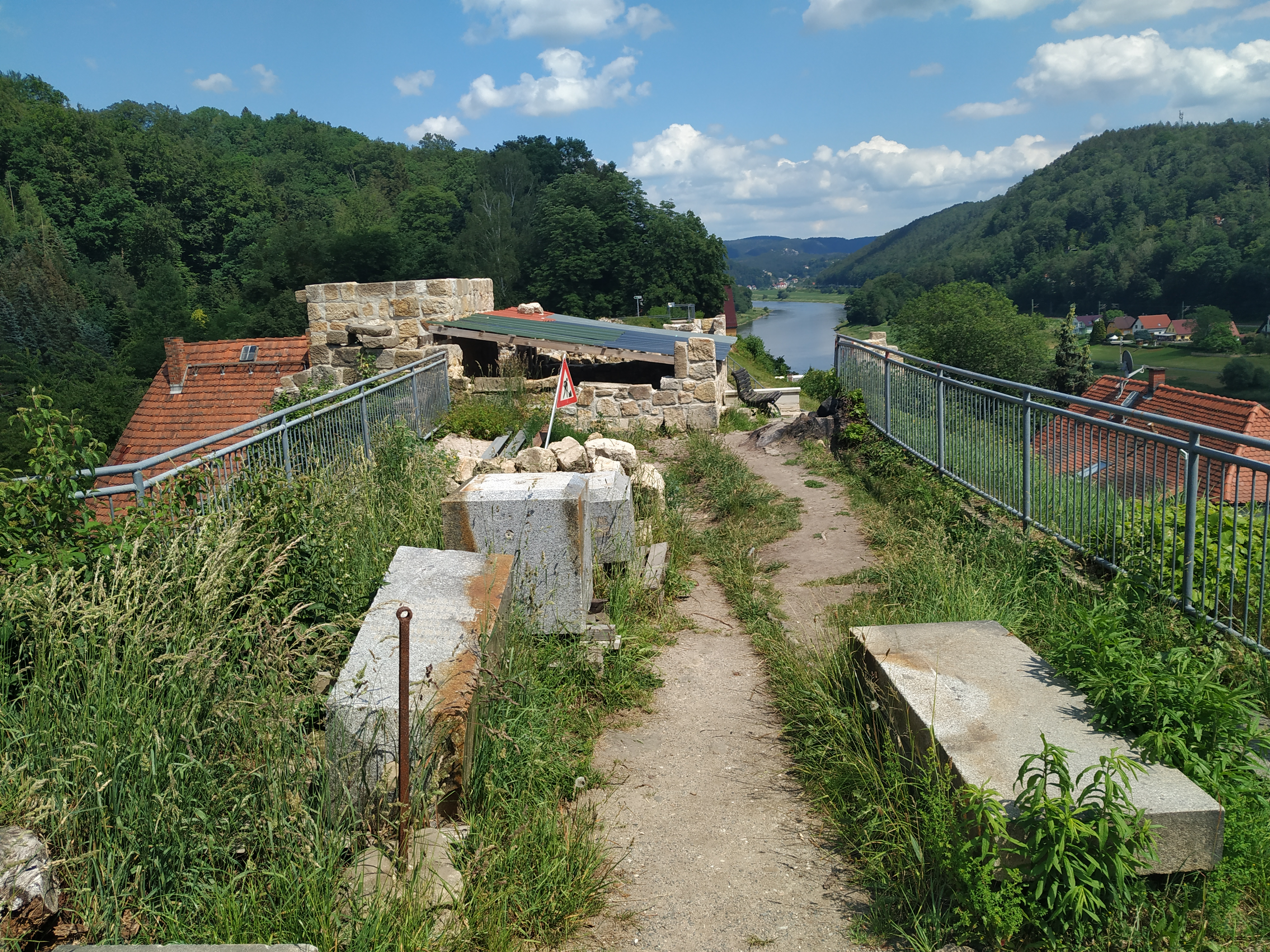
Blick über das Burgplateau, in der Bildmitte die Grundmauern des alten Burgturms (2022)
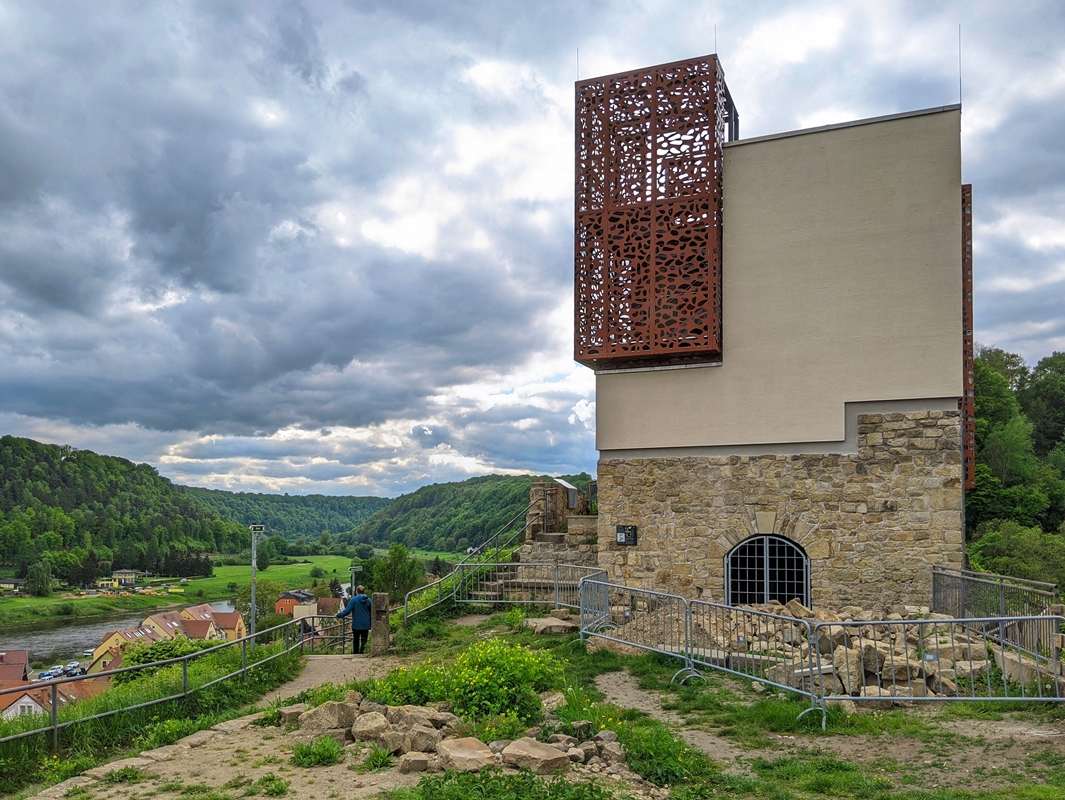
Blick auf den 2024/25 auf den Grundmauern des Burgturmes errichteten Aussichtsturm
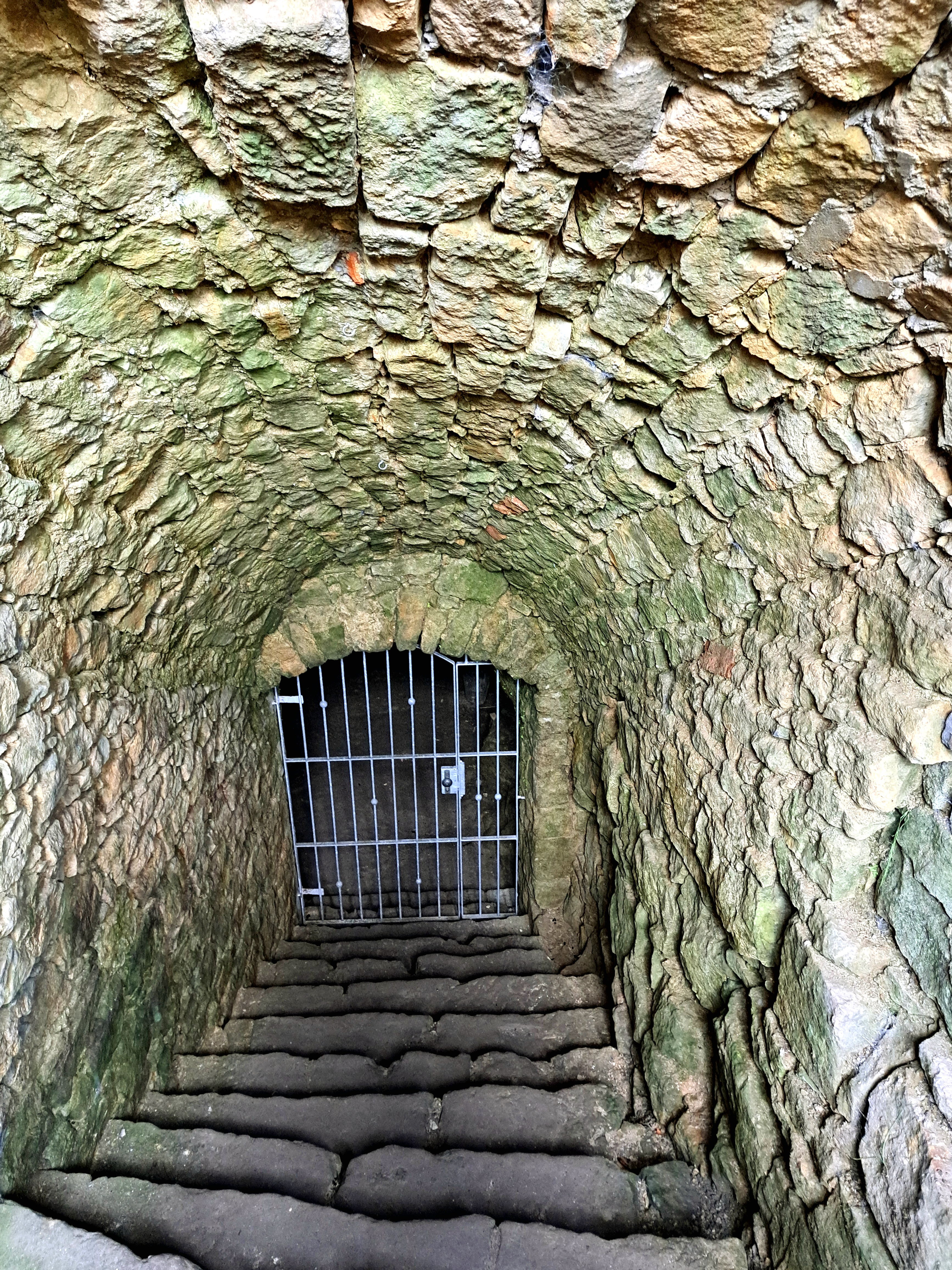
Zugang zu einem freigelegten Kellergewölbe
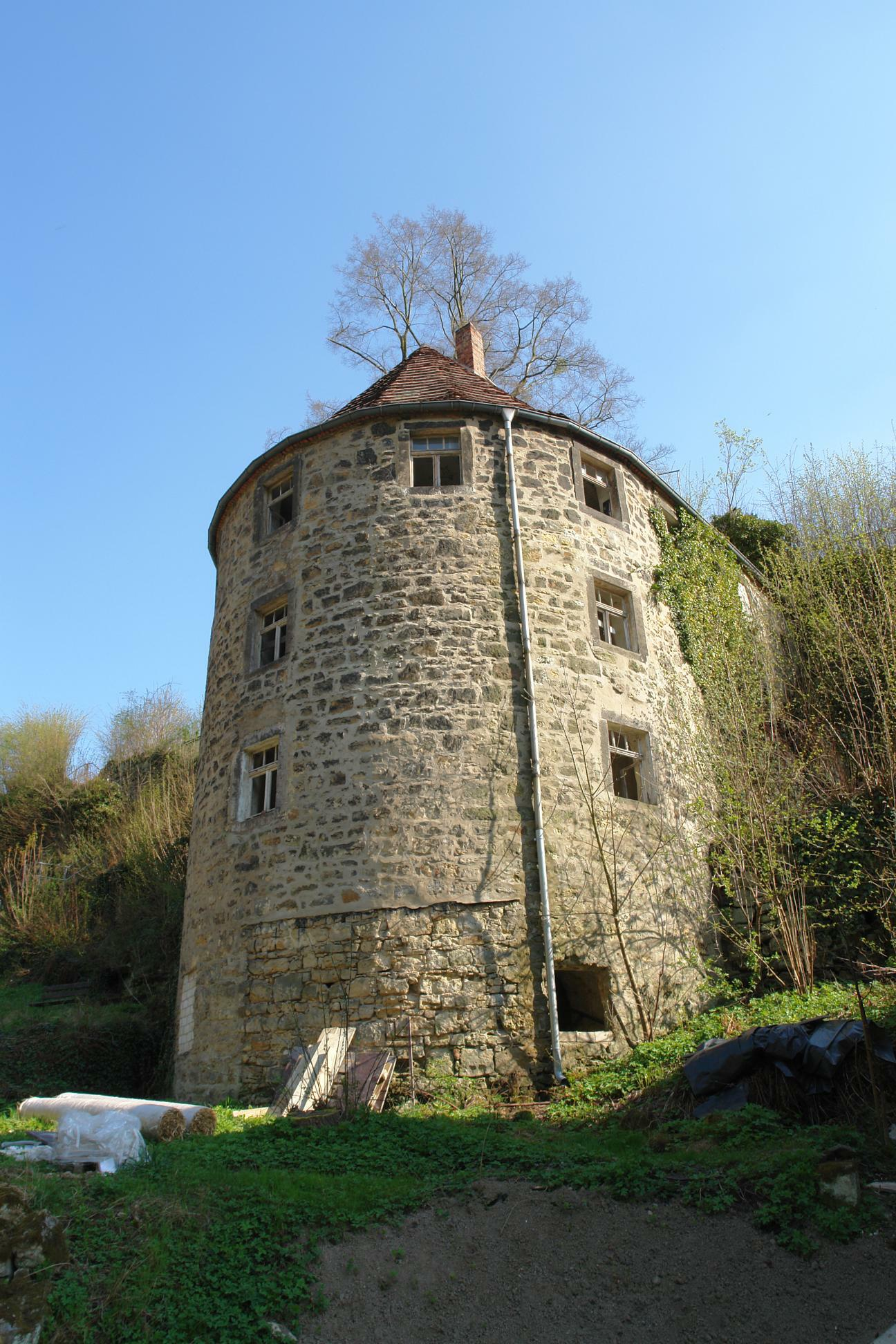
Rundbau „Trommel“ an der Nordseite der Burganlage
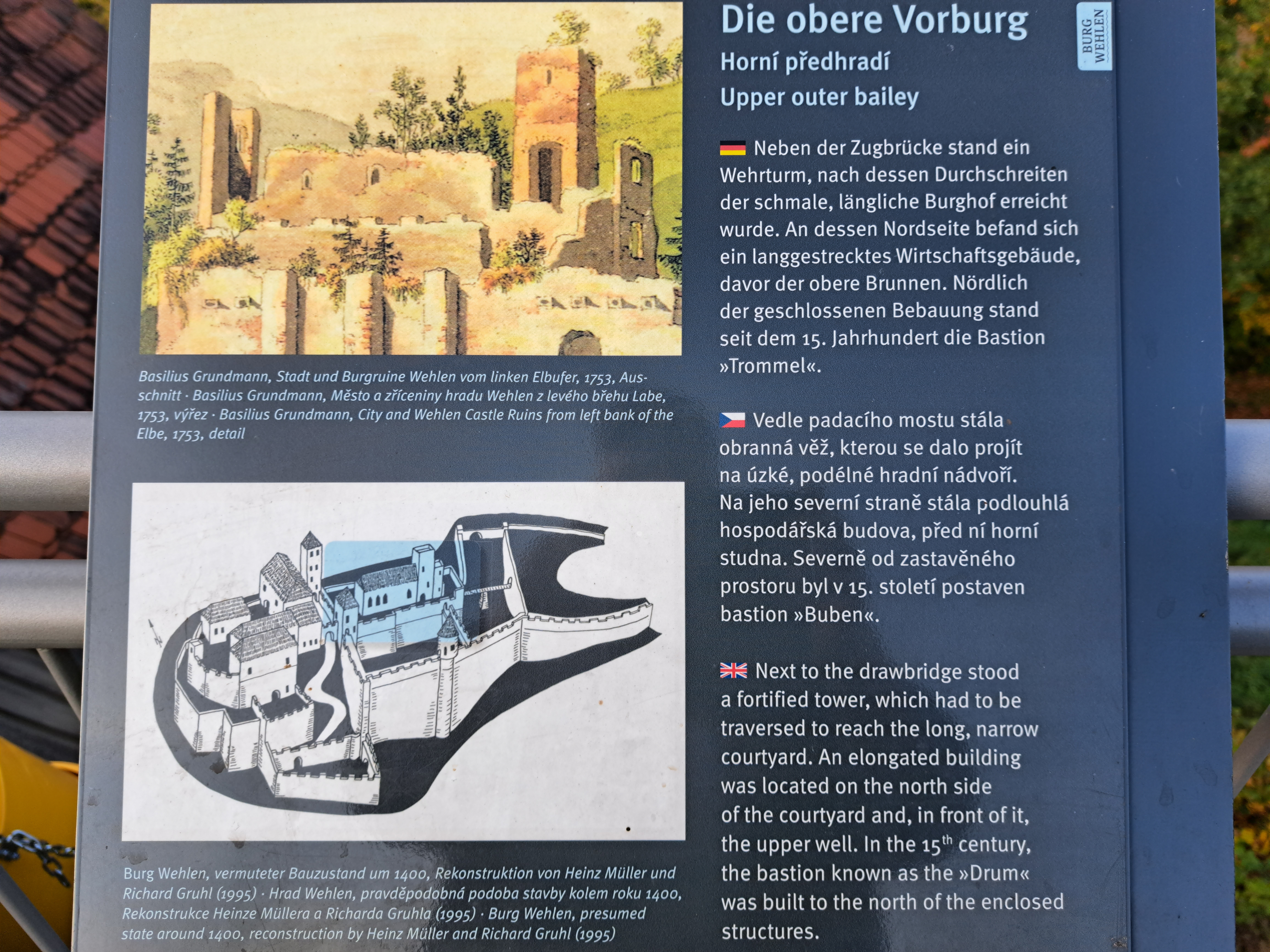
Informationstafel mit dem vermuteten Bauzustand um 1400